# زواج المثليين في كينتانا رو
زواج المثليين قانوني ومعترف به في جميع بلديات الولاية المكسيكية كينتانا رو. وقعت أول حالتي زواج المثليين في كانتونيلكين في بلدية لازارو كارديناس في 28 نوفمبر 2011 بعد اكتشاف أن القانون المدني للولاية لا يحدد متطلبات الجنس للزواج. ومع ذلك، تم تعليق زواج المثليين في المستقبل في يناير 2012 بعد مراجعته من قبل وزير داخلية كينتانا رو. ألغى حاكم كوينتانا رو حالتي زواج المثليين في الولاية في أبريل 2012، ولكن تم إلغاء هذه الإلغاءات من قبل وزير الداخلية في مايو. يسمح قرار وزير الداخلية أيضًا بزواج المثليين في المستقبل في كينتانا رو.

## تاريخ
لا يحدد القانون المدني في كينتانا رو المتطلبات الجندرية للزواج، مع تحديد «الأشخاص المهتمين بالزواج» فقط. تقدمت زوجتان مثليتان، باتريشيا نوفيلو وأرئيلي كاسترو، للحصول على رخصة زواج في كانكون وشيتومال بعد اكتشاف هذه الثغرة القانونية، ولكن كلتا المدينتين رفضت طلباتهم، بحجة أن تعريف الزواج بين رجل امرأة كان ضمنيا. ثم تقدم الزوجان بطلب إلى بلدية لازارو كارديناس، حيث قبلت السلطات الطلب. تم عقد أول حالتي زواج المثليين من كينتانا رو في كانتونيلكين في 28 نوفمبر 2011.
خططت كانكون وغيرها من مناطق المنتجعات في كينتانا رو لعقد حفل زفاف مثلي جماعي في يناير 2012. ذكرت صحيفة ريفورما أن الاحتفالات القادمة قد تم تعليقها بعد صدور أمر من وزير داخلية كينتانا رو لويس غونزاليس فلوريس لمراجعة قانونية الاحتفالات. في أبريل 2012، ألغى روبرتو بورج أنجولو، حاكم كوينتانا رو، كلا حالتي الزواج. في مايو 2012، نقض وزير الداخلية الإلغاء. في الشهر التالي، أصبح كلا الزواجين قانونيًا لأنه لم يكن هناك أي إهمال في الوقت المناسب. وأُعلن أيضًا أن زواج المثليين قانوني في جميع بلديات كينتانا رو. ومع ذلك، في عام 2013، حُرمت زوجتان مثليتان من حق الزواج وأُجبروا على الحصول على أمر قضائي في تولوم. خلصت المحكمة إلى وقوع أعمال تمييزية وأمرت الولاية بمنع المزيد من التمييز ضد الأزواج المثليين، مما يتطلب من جميع مكاتب السجل المدني في كينتانا رو تقديم طلبات ترخيص زواج للأزواج المثليين.
في سبتمبر 2014، وافقت بلدية باكالار على تغييرات في السجل المدني لتحقيق المساواة في جميع حالات الزواج. أعلن المسؤولون في بلايا ديل كارمن أن الأزواج المثليين سُمح لهم بالزواج في البلدية، منذ الأسبوع الأخير من سبتمبر 2014. أعلنت بلدية أوثون ب بلانكو أن أول حالة زواج المثليين سوف تحدث في بلديتهم في 26 نوفمبر 2014. تزوج أول زوجين مثليين في بلايا ديل كارمن في 27 ديسمبر 2014.
أعلنت بلدية خوسيه ماريا موريلوس في عام 2017 أنها حققت المساواة في الإجراءات لجميع حالات الزواج. خدمات الزواج متوفرة أيضا في يوكاتيك مايا.

### الإجراءات التشريعية
في نوفمبر 2014، تم الإعلان عن مشروع قانون لتشريع زواج المثليين في الولاية وسيتم تقديمه والتصويت عليه في الدورة التشريعية الحالية، وبالتالي استبدال الثغرة التي يستخدمها الأزواج المثليون. في مايو 2017، بعد التقاعس التشريعي، تم تقديم مشروع قانون زواج المثليين جديد إلى كونغرس الولاية.

### تبني المثليين للأطفال
في يناير 2018، مُنح زوجان مثليان في بويرتو موريلوس الحق في تسجيل طفلهما. في أبريل 2018، بمساعدة لجنة الولاية لحقوق الإنسان (بالإنجليزية: Comisión Estatal de Derechos Humanos)‏، سُمح لزوجان مثليات في مدينة كانكون أيضًا بتسجيل ابنهما حديث الولادة.

## إحصاءات الزواج
اعتبارًا من منتصف ديسمبر 2014، أعلن المسؤولون أنه كان هناك 14 حالة زواج المثليين في كينتانا رو.
في عام 2015، أجريت 5 حالات زواج المثليين في بويرتو موريلوس.
ووفقا لبيانات 2018 من السجل المدني، وقعت معظم حالات زواج المثليين في الولاية في المنطقة الشمالية، وخاصة بلديات بينيتو خواريز، سوليداريداد، كوزوميل، بويرتو موريلوس، جزيرة موخيريس وتولوم، ولكن أيضا باكالار في جنوب الولاية. من يناير إلى أغسطس 2018، تم إجراء 3 حالات زواج المثليين فقط في بلدية أوثون بلانكو. في نفس الفترة الزمنية، تزوج زوجان مثليان في بلدية خوسيه ماريا موريلوس.

## الرأي العام
وجد استطلاع للرأي عام 2017 أجرته مؤسسة مجلس الاتصالات الاستراتيجية أن 56% من سكان كينتانا رو يؤيدون زواج المثليين. كان 37.5% يعارضون ذلك.
وفقًا لمسح أجرته في عام 2018 أجراه المعهد الوطني للإحصاء والجغرافيا، عارض 38% من سكان كينتانا رو زواج المثليين.